# فردوسی ارغوانی
فردوسی ارغوانی (نام علمی: Erythrina fusca) نام یک گونه از سرده فردوسی است.